# يوري برشيش
يوري برشيش (بالإسبانية: Yuri Berchiche Izeta) (مواليد 10 فبراير 1990 في زاروتز - إسبانيا) لاعب كرة قدم إسباني من أصول جزائرية لعب لصالح نادي الدرجة الأولى ريال بلد الوليد الإسباني منذ 2009 في مركز الظهير الأيسر .
لعب لصالح باريس سان جيرمان لموسم واحد من تموز 2017 إلى تموز 2018. انتقل إلى نادي أتلتيك بيلباو في 2 تموز 2018.

## وصلات خارجية
- يوري بيرتشيتشي على موقع الاتحاد الأوربي (الإنجليزية)
- يوري بيرتشيتشي على موقع إي إس بي إن إف سي (الإنجليزية)
- يوري بيرتشيتشي على موقع قاعدة بيانات كرة القدم.إي يو (الإنجليزية)
- يوري بيرتشيتشي على موقع ليكيب (الفرنسية)
- يوري بيرتشيتشي على موقع Soccerbase.com (لاعب) (الإنجليزية)
- يوري بيرتشيتشي على موقع Soccerway.com (الإنجليزية)
- يوري بيرتشيتشي على موقع عالم كرة القدم.نت (الإنجليزية)
- يوري بيرتشيتشي على موقع AS.com (الإسبانية)